# Augusta van Sleeswijk-Holstein-Sonderburg-Glücksburg

Wapen van het Huis Sleeswijk-Holstein-Sonderburg-Glücksburg

Maria Karoline Auguste (Augusta) van Sleeswijk-Holstein-Sonderburg-Glücksburg (Kiel, 27 februari 1844 - Rotenburg, 16 september 1932) was een prinses van Sleeswijk-Holstein-Sonderburg-Glücksburg.
Zij was het oudste kind van Frederik van Sleeswijk-Holstein-Sonderburg-Glücksburg en Adelheid van Schaumburg-Lippe.
Op 6 september 1884 trouwde ze met Willem van Hessen-Philippsthal-Barchfeld, een zoon van landgraaf Karel van Hessen-Philippsthal-Barchfeld en Sophie van Bentheim en Steinfurt. Voor haar man was dit al zijn vierde huwelijk. Zijn eerste echtverbintenis was op een scheiding uitgelopen, terwijl zijn twee volgende vrouwen jong waren overleden. Augusta werd de stiefmoeder van zijn zes kinderen. Samen kregen ze nog een zoon:
- Christiaan (1887-1971)